# Spațiu euclidian
Un spațiu euclidian este omogen și izotrop, structura lui metrică fiind independentă de distribuția materiei în spațiu. Geometria euclidiană a fost larg acceptată drept cadru natural al descrierii proceselor mecanicii clasice, newtoniene.
Mecanica clasică presupune existența unui spațiu euclidian absolut și a unui timp absolut, ce este independent de structura spațiului. Deoarece spațiul euclidian este omogen și izotrop, nicio poziție sau orientare nu poate fi privilegiată, deci niciun sistem de coordonate nu poate fi privilegiat. Pentru a măsura scurgerea timpului într-un punct dat putem folosi un fenomen periodic uniform. 
Practic, drept unitate de măsură a timpului este aleasă ziua solară medie (durata medie de timp scursă între două treceri consecutive ale Soarelui la meridianul unui punct de pe suprafața Pământului). Tradițional, acest meridian trece prin Greenwich, Anglia. Secunda reprezintă 1/86400 din ziua solară medie.

## Definiție
Se numește spațiu euclidian un spațiu vectorial real {\displaystyle V} de dimensiune finită pe care s-a definit un produs scalar, adică o aplicație {\displaystyle \varphi :V\times V\to \mathbb {R} ,} notată {\displaystyle \varphi (x,y)=\langle x,y\rangle ,} care posedă proprietățile:
1) {\displaystyle \langle x,y\rangle =\langle y,x\rangle ,\;\forall x,y\in V} (produsul scalar este comutativ)
2) {\displaystyle \langle \lambda _{1}x_{1}+\lambda _{2}x_{2},\;y\rangle =\lambda _{1}\cdot \langle x_{1},y\rangle +\lambda _{2}\cdot \langle x_{2},y\rangle ,\;\forall x_{1},x_{2}\in V,\;\forall \lambda _{1},\lambda _{2}\in \mathbb {R} } (produsul scalar este liniar în prima variabilă)
3) {\displaystyle \langle x,x\rangle \geq 0,\;\forall x\in V} și {\displaystyle \langle x,x\rangle =0\;\Rightarrow \;x=0.} (produsul scalar este pozitiv definit).